# Ковалевиці (Лодзинське воєводство)
Ковалевиці (пол. Kowalewice) — село в Польщі, у гміні Паженчев Зґерського повіту Лодзинського воєводства.
Населення — 211 осіб (2011).

## Демографія
Демографічна структура станом на 31 березня 2011 року:
|          | Загалом | Допрацездатний вік | Працездатний вік | Постпрацездатний вік |
| -------- | ------- | ------------------ | ---------------- | -------------------- |
| Чоловіки | 102     | 20                 | 71               | 11                   |
| Жінки    | 109     | 19                 | 65               | 25                   |
| Разом    | 211     | 39                 | 136              | 36                   |